# Rogério Skylab
Rogério Tolomei Teixeira (Rio de Janeiro, 2 de setembro de 1956), conhecido profissionalmente como Rogério Skylab, é um cantor-compositor, letrista, violonista, escritor, blogueiro, produtor musical, ator e ex-apresentador de televisão brasileiro. Autodescrevendo-se um "cadáver dentro da MPB", seu singular estilo musical que o agraciou com um apaixonado séquito cult é caracterizado pelo minimalismo, repetição e ecletismo, e seus escritos são permeados por descrições grotescas, chocantes e ofensivas; mordazes alusões à cultura popular; dispositivos metaficcionais; cenários absurdistas e surreais; pessimismo; linguagem chula; niilismo; e humor negro e escatológico – ele, no entanto, sempre negou que seu trabalho fosse propositalmente cômico.
Dentre suas composições se destacam "Matador de Passarinho" (que lhe trouxe fama nacional no circuito underground), "Motosserra", "Funérea", "Naquela Noite", "Carrocinha de Cachorro-Quente", "Dedo, Língua, Cu e Boceta", "Eu Chupo o Meu Pau", "Fátima Bernardes Experiência" e "Chico Xavier & Roberto Carlos" (estas últimas duas notáveis por terem sido censuradas de seus lançamentos originais). Também dedicando-se à literatura, estreou em 2006 com a coletânea de poemas Debaixo das Rodas de um Automóvel, seguida por várias outras obras tanto de ficção quanto de não ficção.

## Biografia
Rogério Skylab nasceu como Rogério Tolomei Teixeira no Rio de Janeiro, em 2 de setembro de 1956; filho de um advogado e de uma dona-de-casa, é de ascendência italiana e portuguesa. Formou-se em Letras e em Filosofia pela UFRJ, e também iniciou um curso de Direito, mas nunca o concluiu.
Anteriormente à sua carreira musical, Skylab trabalhou por 28 anos como bancário numa agência do Banco do Brasil em Maracaju, Mato Grosso do Sul, dividindo seu tempo entre Maracaju e sua cidade natal do Rio. Após uma breve passagem como vocalista da banda punk Setembro Negro em fins dos anos 1980, em 1991 participou como artista solo num festival de música em Juiz de Fora, Minas Gerais; ele ganhou o prêmio em dinheiro do primeiro lugar com a canção "Samba do Skylab", da qual retirou seu nome artístico, explicando considerar-se "uma estação espacial que toma diferentes transmissões de vários lugares, unindo-as numa coisa só". Rogério utilizou o dinheiro para financiar a gravação de seu álbum de estreia, Fora da Grei, lançado no ano seguinte; foi muito bem recebido pela crítica, agraciando-o com várias participações nos late-night talk shows de Jô Soares, Jô Soares Onze e Meia e o Programa do Jô, ao decorrer dos anos 1990 e 2000.
Em 1999 lançou seu segundo disco, o primeiro de uma série de dez álbuns autointitulados, Skylab. Foi produzido por Robertinho de Recife e incluía sua canção de maior notabilidade, "Matador de Passarinho", mas Skylab ficou levemente insatisfeito com o produto final, dizendo que continha "teclados demais" e que seu envolvimento na parte criativa foi mínimo. Seu terceiro álbum, Skylab II, foi seu primeiro lançamento ao vivo; comentando a respeito, afirmou que "este é 100% Skylab. O outro era 80% Robertinho". Skylab II contou com uma participação de Löis Lancaster, vocalista do grupo vanguardista Zumbi do Mato – Lancaster viria a retornar ao segundo álbum ao vivo de Skylab, Skylab IX, que também contou com participações de Maurício Pereira (d'Os Mulheres Negras) e de Marcelo Birck (do Graforréia Xilarmônica). Zé Felipe e Marlos Salustiano, respectivos baixista e tecladista do Zumbi do Mato, colaboraram com Skylab em seu álbum de 2007 Skylab VII, indicado ao Prêmio Dynamite de Música Independente na categoria "Melhor Álbum de Rock"; dois anos depois, Felipe e Skylab lançaram o álbum conjunto Rogério Skylab & Orquestra Zé Felipe, posteriormente retirado de circulação por motivos desconhecidos. Em 2005, Skylab já havia ganho o Prêmio Claro de Música Independente, na categoria "Melhor Álbum de MPB", por Skylab V, e em 2008 esteve entre os vários músicos convidados que participaram de um tributo em comemoração aos 40 anos do Álbum Branco dos Beatles, contribuindo com um cover de "Revolution 9".
Após o lançamento de Skylab X, Skylab pôs de lado sua sonoridade experimental para trabalhar na "Trilogia dos Carnavais", mais focada em gêneros tipicamente brasileiros como o samba, a bossa nova e a MPB. A trilogia é composta pelos álbuns Abismo e Carnaval, Melancolia e Carnaval e Desterro e Carnaval (lançados em 2012, 2014 e 2015 respectivamente), e contou com a participação de vários músicos, entre eles Jorge Mautner, Jards Macalé, Romulo Fróes, Arrigo Barnabé, Fausto Fawcett e Michael Sullivan. Entre 2016 e 2018 colaborou com Livio Tragtenberg numa trilogia paralela, aptamente nomeada Skylab & Tragtenberg.
Em 15 de novembro de 2017 lançou o EP autointitulado Skylab, que contou com participações da dupla paulistana de noise rock/rock experimental Farme&Hixizine e do músico eletrônico carioca Cadu Tenório. De suas três faixas, apenas uma ("Bocetinha de Cocô", um teaser do à época não lançado último volume da trilogia Skylab & Tragtenberg inicialmente postado separadamente no YouTube como single em 5 de novembro) foi escrita por Skylab; as duas restantes ("Let's Play That" e "Pra Dizer Adeus") são poemas de Torquato Neto musicados por outros artistas, a saber Jards Macalé e Edu Lobo, respectivamente. Em 2020, Skylab e Tenório colaboraram uma vez mais no álbum Monument for Nothing, do último, com Skylab cedendo os vocais e a letra da faixa "Entreportas".
Em 7 de março de 2018, Skylab oficialmente anunciou que iniciara trabalhos num novo álbum de estúdio, chamado de O Rei do Cu, lançado mais tarde naquele ano em 17 de maio. Numa postagem do Facebook ele viria a elaborar que O Rei do Cu seria a primeira parte de uma nova trilogia, a "Trilogia do Cu"; a segunda parte, Nas Portas do Cu, foi lançada em 1º de janeiro de 2019, e a terceira, Crítica da Faculdade do Cu, em 20 de dezembro de 2019.
Em 19 de março de 2020, ele postou em seu canal oficial do YouTube o single "À Sombra de um Horizonte", a servir de teaser para seu álbum Cosmos, primeira parte de uma nova trilogia chamada de "Trilogia do Cosmos"; anunciado em sua página do Facebook em 19 de agosto, foi lançado em 2 de outubro. A segunda parte, Os Cosmonautas, coescrita com Livio Tragtenberg, foi lançada em 24 de dezembro de 2020. Em 25 de julho de 2021, postou o single "Cantos de Maldoror", teaser da última parte da trilogia, Caos e Cosmos (que é, em si, uma "trilogia dentro de uma trilogia", devendo ser contabilizada como um único lançamento); um segundo single, "As Coisas que Ficaram por Dizer", foi postado em 16 de agosto, e um terceiro, "Será que Tem?", em 1º de setembro. O primeiro volume de Caos e Cosmos acabaria por ser lançado em 1º de outubro de 2021. O volume 2 saiu em 5 de agosto de 2022, precedido por uma versão demo de "A Gente Vai Ficar Surdo" lançada como single em 15 de julho e incluída no disco como faixa bônus. O terceiro e último volume, que, oposto a todos os álbuns anteriores de Skylab, é inteiramente instrumental, saiu em 8 de setembro de 2023, seguindo os singles "Rua Barão de Mesquita", postado em 3 de fevereiro; "Alameda Casa Branca", postado em 19 de maio; e "Vala de Perus", postado em 28 de julho.
Numa entrevista de abril de 2023 para o site Tenho Mais Discos que Amigos, Skylab comentou a respeito de uma nova trilogia de álbuns em potencial após o encerramento da (à época em progresso) "Trilogia do Cosmos", intitulada "Trilogia do Fim", alegando que "provavelmente será [seu] último trabalho antes de poder morrer"; o volume 1, coescrito/coproduzido junto a Cadu Tenório, viria a ser oficialmente anunciado em 3 de novembro, seus primeiros sete singles sendo lançados mensalmente iniciando com "Minha Música" e encerrando com "Rainha do Mar" em 17 de maio de 2024. O álbum completo acabaria por sair em 16 de agosto de 2024. O volume 2, escrito em colaboração com Leandro Braga (que já trabalhara com Skylab em alguns lançamentos da "Trilogia do Cosmos"), saiu em 30 de agosto, e o volume 3, em parceria com Löis Lancaster, saiu em 13 de setembro. Entretanto, apesar de sua afirmação insinuando pretender encerrar sua discografia com a "Trilogia do Fim", Skylab posteriormente voltou atrás em sua decisão, e anunciou um novo álbum de estúdio em 15 de fevereiro de 2025, com o lançamento do single teaser "Eu Vou te Dar". Em 23 de maio, confirmou uma nova série, a "Trilogia da Putrefação", com seu primeiro volume lançado em 15 de agosto. O segundo volume, produzido pelo DJ João Brasil, tem lançamento previsto para novembro e foi precedido pelo single "Alguma Coisa Caiu" em 30 de julho. No mesmo ano, participou, junto a Marcello Pompeu do Korzus, no single "Ratamahatta" (cover do Sepultura) da banda catarinense de metal alternativo Panaceia.
Em 6 de fevereiro de 2022 lançou Live, seu primeiro álbum ao vivo desde Trilogia dos Carnavais: 25 Anos de Carreira ou de Lápide (de 2016). Foi gravado durante uma transmissão de 31 de julho de 2021 postada em seu canal do YouTube, celebrando seus 30 anos de carreira, e cada uma de suas faixas foi retirada de um de seus respectivos álbuns, indo de seu début Fora da Grei até seu lançamento à época mais recente, Os Cosmonautas. A gravação de "Vampiro" foi lançada como um single teaser em 27 de dezembro de 2021.
Em 10 de dezembro de 2022, Skylab postou no YouTube o single "Juízo Final", cover de Nelson Cavaquinho, contando com a participação de Alexandre Kassin na guitarra e nos arranjos.
Paralelamente à música, Skylab escreveu a antologia de sonetos Debaixo das Rodas de um Automóvel, publicada pela Editora Rocco em 2006, e foi o apresentador de seu próprio talk show, Matador de Passarinho, no Canal Brasil de 2012 a 2014. Em 2017 estreou como ator, interpretando o Professor de História na comédia de Fabrício Bittar Como se Tornar o Pior Aluno da Escola, inspirada no livro epônimo de Danilo Gentili, e em 2025 atuou como o titular psiquiatra do curta de thriller psicológico Ágatha Não Matou Seu Psiquiatra, de João Augusto de Nardo. Ele também administra o blog "Godard City", onde posta poemas e ensaios originais discorrendo sobre música e literatura. Em 2020 publicou a coleção de ensaios políticos Lulismo Selvagem pela Kotter Editorial, que também foi responsável por relançar Debaixo das Rodas de um Automóvel após vários anos fora de catálogo. Seu terceiro livro, um estudo literário sobre a obra de Henry James (com enfoque em A Volta do Parafuso) intitulado A Outra Volta da Outra Volta, foi lançado em 2022. Uma segunda coletânea de poemas, Futebol de Cego, foi publicada em 15 de julho de 2023. A Melodia Trágica, uma antologia de ensaios a respeito de musicologia brasileira originalmente postados no Godard City entre 2009 e 2017, saiu pela Acorde Editorial em 2 de novembro de 2023. Um volume de contos, Homem-Urubu, foi anunciado em dezembro de 2024 e publicado em 21 de março de 2025.

## Vida pessoal e controvérsias
Desde 1983 Skylab é casado com a fotógrafa, produtora musical e artista plástica Solange Venturi; Venturi planejou as artes de capa de vários dos álbuns do músico desde então. Agnóstico, afirmou numa entrevista de 2002 que, no tocante à sua obra, "a religião não é um problema: ela não existe".
Conhecido por suas extensas e variadas influências musicais e literárias, alguns de seus escritores favoritos são Machado de Assis (a quem considera "sua Bíblia e seu Deus"), João Cabral de Melo Neto (que é, em suas palavras, "o maior poeta brasileiro de todos os tempos"), Carlos Drummond de Andrade, Clarice Lispector, Jorge Luis Borges, James Joyce, Rubens Figueiredo, Milton Hatoum, Cristovão Tezza e Paulo Leminski; ele afirma que o romance de Leminski de 1975, Catatau, é "um dos romances mais bonitos" que já leu, escrevendo uma canção em sua homenagem (aptamente nomeada "Catatau") para seu álbum de 2019 Nas Portas do Cu. Musicalmente, cita Arrigo Barnabé, Itamar Assumpção, Os Mulheres Negras, Graforréia Xilarmônica, Zumbi do Mato, Frank Zappa, Júpiter Maçã e Damião Experiença como inspirações; seu álbum de 2002 Skylab III foi dedicado a Damião.
Torcedor fanático do Fluminense, até mesmo gravou um cover do hino do time em seu álbum colaborativo de 2016 Skylab & Tragtenberg, Vol. 1.
Skylab já demonstrou admiração pelo ex-governador do Rio de Janeiro Leonel Brizola (dedicando a ele a canção "O Preto do Brizola", do álbum de 2018 O Rei do Cu) e pelo presidente petista Luiz Inácio Lula da Silva; numa entrevista ao programa Pânico, da Rádio Jovem Pan, descreveu-se como sendo "ligado à esquerda, [mas] contra o politicamente correto". Em 2016 participou da compilação A Música Contra o Golpe, organizada por vários outros artistas e bandas de esquerda em oposição ao impeachment de Dilma Rousseff, contribuindo com um cover de "Três da Madrugada", de Gal Costa. Também manteve uma coluna no portal de notícias de orientação esquerdista Brasil 247 a partir de fevereiro de 2019.
Em meados de 2018 Skylab notavelmente se envolveu numa rixa com a banda indie Autoramas, também carioca, para a qual parece ele dedicar um particular desgosto; após postar em seu Twitter que considerava o Autoramas "a pior banda de todos os tempos", eles responderam desdenhosamente dizendo que "pelo menos [eram] músicos profissionais, com shows o ano todo e turnês por todo o mundo", encerrando chamando Skylab de "artista amador" e o criticando por já ter supostamente contatado o líder da banda, Gabriel Thomaz, para que lhe escrevesse canções. Skylab meramente respondeu chamando Thomaz de "doente" e mandando-o "se foder".
Em janeiro de 2020, sendo entrevistado para o podcast Flow, o músico criticou seus apresentadores Bruno "Monark" Aiub e Igor Coelho por seus métodos, considerados por ele "demasiado informais", alegando que apesar do podcast dever manter um "tom casual", não deixa de ser um "[programa] jornalístico, portanto deve-se responsabilizar por tudo aquilo que se diz". Os comentários de Skylab viriam a ser considerados "proféticos" pela mídia após a demissão de Monark por defender a existência de um partido nazista no Flow dois anos depois.
Sua temática lírica controversa e heterodoxa resultou na censura de três de suas canções no início dos anos 2000; citando "questões de autocensura", ele próprio removeu "Câncer no Cu" e "Chico Xavier & Roberto Carlos" de seu álbum de 2003 Skylab IV, mas ambas canções foram eventualmente incluídas como faixas bônus disponibilizadas para download gratuito no site oficial de Skylab. Um ano depois, "Fátima Bernardes Experiência" foi excluída de Skylab V; no entanto, foi restaurada numa subsequente reedição de 2005, tendo também saído na forma de single em 2023.

## Discografia
- Fora da Grei (1992)
- Skylab (1999)
- Skylab III (2002)
- Skylab IV (2003)
- Skylab V (2004)
- Skylab VI (2006)
- Skylab VII (2007)
- Skylab VIII (2008)
- Skylab X (2011)
- Abismo e Carnaval (2012)
- Melancolia e Carnaval (2014)
- Desterro e Carnaval (2015)
- O Rei do Cu (2018)
- Nas Portas do Cu (2019)
- Crítica da Faculdade do Cu (2019)
- Cosmos (2020)
- Os Cosmonautas (com Livio Tragtenberg) (2020)
- Caos e Cosmos, Vol. 1 (2021)
- Caos e Cosmos, Vol. 2 (2022)
- Caos e Cosmos, Vol. 3 (2023)
- Trilogia do Fim, Vol. 1 (com Cadu Tenório) (2024)
- Trilogia do Fim, Vol. 2 (com Leandro Braga) (2024)
- Trilogia do Fim, Vol. 3 (com Löis Lancaster) (2024)
- Trilogia da Putrefação, Vol. 1 (2025)
- Trilogia da Putrefação, Vol. 2 (2025)

## Filmografia

### Cinema
| Ano  | Título                                | Personagem            | Notas |
| ---- | ------------------------------------- | --------------------- | ----- |
| 2017 | Como se Tornar o Pior Aluno da Escola | Professor de História |       |
| 2025 | Ágatha Não Matou Seu Psiquiatra       | Psiquiatra            |       |

### Televisão
| Ano     | Título                 | Personagem / Cargo | Notas                 |
| ------- | ---------------------- | ------------------ | --------------------- |
| 2008    | Fudêncio e Seus Amigos | Ele mesmo          | Episódio: "Cudi Copo" |
| 2012–14 | Matador de Passarinho  | Apresentador       |                       |

## Prêmios e indicações
| Ano  | Prêmio                                 | Categoria                             | Resultado | Ref.   |
| ---- | -------------------------------------- | ------------------------------------- | --------- | ------ |
| 2005 | Prêmio Claro de Música Independente    | Melhor Álbum de MPB (por Skylab V)    | Venceu    | [ 19 ] |
| 2008 | Prêmio Dynamite de Música Independente | Melhor Álbum de Rock (por Skylab VII) | Indicado  | [ 18 ] |